# Marble Halls
Marble Halls – singel irlandzkiej wokalistki i kompozytorki Enyi, z trzeciego albumu studyjnego Shepherd Moons, wydany nakładem Warner Music w 1994 r.
Wydawnictwo wydane na rynkach azjatyckich i amerykańskich, w celu promocji albumu i filmu Wiek niewinności Martina Scorsese na podstawie powieści amerykańskiej pisarki z przełomu XIX i XX wieku Edith Wharton.
Utwór jest interpretacją fragmentu opery „Cyganka” irlandzkiego kompozytora i śpiewaka operowego Michaela Williama Bafle’a do słów Alfreda Bunna.

## Historia nagrania
„Marble Halls” został nagrany przez Enyę na potrzeby albumu Shepherd Moons. Jest to jeden z dwóch coverów, które znalazły się na albumie i ostatni niebędący kolędą cover nagrany przez Enyę w jej dotychczasowej karierze.
Według słów samej Enyi, nagranie to było sporym wyzwaniem, ponieważ dotychczas utwór wykonywany był jedynie operowym głosem na scenie. Enya zwróciła uwagę na utwór najprawdopodobniej za pośrednictwem swej matki, która śpiewała ją w prowadzonym przez siebie chórze.
Utwór został wykorzystany przez Martina Scorsese do filmu Wiek niewinności, nakręconego na podstawie powieści Edith Wharton o tym samym tytule i znalazł się na oficjalnej ścieżce dźwiękowej do filmu.

## Dostępne wydania
Singel wydano w wersji promocyjnej na rynek amerykański oraz w wersji komercyjnej na rynek południowokoreański i tajwański. Wersja tajwańska zawierała dodatkowo dwie kartki promocyjne z filmu Martina Scorsese.
| Maxi CD (CO) – (TWN) | Maxi CD (CO) – (TWN)                               | Maxi CD (CO) – (TWN) |
| Nr                   | Tytuł utworu                                       | Długość              |
| -------------------- | -------------------------------------------------- | -------------------- |
| 1.                   | „Marble Halls” (Michael William Balfe-Alfred Bunn) | 3:54                 |
| 2.                   | „'S Fagaim Mo Bhaile” (Enya – Roma Ryan)           | 3:57                 |
| 3.                   | „Book of Days” (Enya – Roma Ryan)                  | 2:57                 |
| 4.                   | „As Baile” (Enya)                                  | 4:03                 |
|                      |                                                    | 14:51                |

## Promocja
Do utworu nie nagrano oficjalnego teledysku.
Utwór nie był notowany na listach w żadnym kraju.
Jeśli chodzi o wykonania promocyjne, Enya wykonała utwór raz, w 1997 roku, w irlandzkim programie telewizyjnym „The Kenny Show”, przy okazji promocji kompilacji największych przebojów, Paint the Sky with Stars.